# 威斯科特

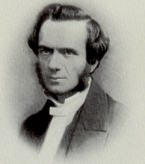
威斯科特

威斯科特（英語：Brooke Foss Westcott，1825年—1902年），是英國的一位主教、聖經學者、神學家。他的最著名之處是與霍爾特（Hort）合作出版了1881年希臘語新約，即威斯科特-霍爾特希臘語文本。这版本的希腊语文本属于亚历山大文本类型（英語：Alexandrian text-type，主要依据两个抄本，即西乃抄本和梵蒂冈抄本）。這個希臘語文本在某些地方与公認文本有差别，最著名的地方是缺少馬可福音最後的十二節經文（16:9-20）和約翰福音（7:53-8:11）的故事。

## 對後世的影響
眾多現代譯本基本上都依靠威斯科特和霍爾特的希臘語文本或其更新版为底本，如英语的新国际版圣经(NIV)、汉语的圣经新译本。這些譯本将馬可福音16:9-20和約翰福音7:53-8:11保留，在正文中或脚注里告诉读者是后来抄本加上去的。有人认为如此做法会导致读者怀疑圣经，但也有人认为脚注的存在忠实地反映了抄本存在的差异。如果某些人的信心因为脚注的存在而受到动摇，则表明他们的信心不够坚固。